# Mathilda Linsén
Mathilda Linsén, född november 1831, död februari 1872, var en finländsk pedagog. Hon betraktas som en pionjär inom finländsk blindpedagogik.